# I Have No Mouth and I Must Scream
I Have No Mouth and I Must Scream är en novellsamling av den amerikanske författaren Harlan Ellison, utgiven 1967 av Pyramid Books. Den har därefter återutgivits i ett flertal upplagor och översatts till tyska, samt svenska under titeln Det tysta ropet: noveller, i översättning av Gunnar Gällmo (1978). Boken inleds med ett förord skrivet av Ellisons författarkollega Theodore Sturgeon.
Titelnovellen är en av Ellisons mest kända berättelser och vann Hugopriset 1968. Den gjordes till ett datorspel 1995 och en radiopjäs i BBC 2002; i båda versionerna lånar författaren ut sin röst till berättelsens antagonist, superdatorn AM som fått medvetande och torterar en grupp människor som överlevt tredje världskriget.

## Innehåll
- "Introduction: The Mover, the Shaker" (av Theodore Sturgeon)
- "Foreword: How Science Fiction Saved Me from a Life of Crime"
- "I Have No Mouth, and I Must Scream"
- "Big Sam Was My Friend"
- "Eyes of Dust"
- "World of the Myth"
- "Lonelyache"
- "Delusion for a Dragon Slayer"
- "Pretty Maggie Moneyeyes"